# Farhud
Farhud (arab. ‏الفرهود‎) – pogrom ludności żydowskiej dokonany w Bagdadzie (stolica Iraku) 1–2 czerwca 1941, podczas żydowskich świąt Szawuot. Do zamieszek doszło w próżni politycznej powstałej po upadku pronazistowskiego rządu Raszida Alego al-Gajlaniego. Zanim siły brytyjskie i transjordańskie zdołały opanować pogrom, między 175 a 780 Żydów zamordowano, a ok. 1000 raniono. Na skutek plądrowania ok. 900 domów zostało zniszczonych.

## Tło historyczne

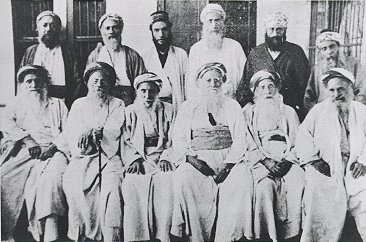
Chacham Abraham Hillel wraz z rabinami Bagdadu w 1906 r

Początki wspólnoty żydowskiej na ziemiach dzisiejszego Iraku sięgają czasów podboju północnego Królestwa Izraela przez wojska Asyrii w 722 p.n.e. i sprowadzenia części Izraelitów na tereny zwycięskiego państwa.
Od początku XIX w. wspólnota ta przeżywała duchowy i ekonomiczny renesans. Większość Żydów mieszkała w Bagdadzie, Basrze i Mosulu. Zajmowali się w znacznej mierze handlem, przeciętnie byli dobrze wykształceni i dążyli do integracji z arabskimi mieszkańcami kraju. W 1920 stanowili oni 40% mieszkańców Bagdadu.
Po rozpadzie Imperium Osmańskiego podczas I wojny światowej Liga Narodów powierzyła administrację Irakiem Wielkiej Brytanii, która następnie w 1920 utworzyła Królestwo Iraku. Na tron tego królestwa wstąpił Fajsal I. W tym czasie wspólnota żydowska przeżywała rozkwit. Identyfikowano się jako wyznawcy judaizmu, należący jednak do narodu arabskiego. Rzadkie działania organizacji syjonistycznych na rzecz emigracji do Brytyjskiego Mandatu Palestyny nie znajdywały w tej wspólnocie odzewu. Po śmierci króla irackiego Ghaziego I władzę nad państwem sprawował jako regent Abd al-Ilah. W 1941 wielu spośród około 150 tysięcy irackich Żydów odgrywało znaczącą rolę m.in. w rolnictwie, bankowości, handlu, biurokracji państwowej i w sztuce.

## Wydarzenia poprzedzające pogrom

### Propaganda
W latach 1932–1941 ambasada Niemiec pod kierunkiem dr. Fritza Grobby rozpowszechniała propagandę antysemicką i popierała ruchy faszystowskie. Grobba, po nabyciu gazety il-Alem il Arabi, publikował w niej Mein Kampf Adolfa Hitlera w przekładzie na język arabski. Ambasada wspierała również tworzenie się Al-Fatwa, młodzieżowej organizacji opartej na modelu Hitlerjugend. Nadawane w Iraku audycje Radia Berlin, propagujące poglądy nazistowskie, poczęły wzniecać atmosferę antysemicką w społeczeństwie. We wrześniu 1934 ze stanowisk państwowych zwolniono kilkudziesięciu żydowskich urzędników, zaś w 1936 dalsze zwolnienia objęły około 300 urzędników wyższej rangi. Rok wcześniej wprowadzono de facto politykę numerus clausus wobec przyjęć Żydów do państwowych szkół średnich. W latach 1936–1939 miało miejsce osiem wybuchów bomb w synagogach, szkołach i klubach żydowskich. Mimo to przeważająca większość społeczeństwa irackiego utrzymywała z Żydami codzienne kontakty, zaś władze nie popierały ideologii nacjonalistycznych i w większości przeciwdziałały napaściom na społeczności żydowskie. Wydarzenia te zasiały jednak wśród Żydów atmosferę niepewności. Chcąc zademonstrować arabski patriotyzm, przywódcy tej społeczności w 1936 zerwali wszelkie stosunki z ruchem syjonistycznym.

### Zamach stanu
1 kwietnia 1941 grupa oficerów o sympatiach pronazistowskich, zwana „Złotym czworobokiem”, pod przywództwem generała Raszida Alego al-Gajlani dokonała zamachu stanu, obalając regenta Abd al-Ilaha. Nowy rząd szybko wdał się w konfrontację z Brytyjczykami w sprawie warunków traktatu o obronie, zawartego między oboma państwami przed przyznaniem Irakowi niepodległości w 1932. Na jego mocy Brytyjczycy mieli nieograniczone prawa do utrzymywania i tranzytu wojsk w Iraku. Chcąc rozpoznać intencje irackiego rządu, armia brytyjska zadeklarowała sprowadzenie znacznych ilości wojsk z Indii. Nie zostały one jednak wpuszczone i doszło do konfrontacji w pobliżu Basry i Bagdadu. Z kolei lotnictwo niemieckie przypuściło atak na brytyjską bazę powietrzną w miejscowości Habbaniya, nie osiągając jednak zwycięstwa.
W tym czasie Winston Churchill w telegramie do Franklina D. Roosevelta ostrzegał, że gdyby III Rzesza przejęła Bliski Wschód, zwycięstwo nad Hitlerem byłoby bardzo utrudnione. Z kolei 25 maja Hitler wydał Rozkaz 30, nakazujący przyspieszenie działań ofensywnych w Iraku. Jednak 30 maja brytyjskie jednostki o nazwie „Kingcol” pod dowództwem brygadiera J.J. Kingstone’a dotarły do Bagdadu i obaliły władzę irackich generałów „złotego czworoboku”. Następnego dnia regent Abd al-Ilah powrócił do Bagdadu.

## Pogrom (1–2 czerwca 1941)
Według źródeł rządów irackiego i brytyjskiego delegacja wspólnoty żydowskiej, udając się 1 czerwca na spotkanie z nowym regentem, dotarła do Pałacu Kwiatów (Qasr al Zahur), gdzie została zaatakowana przez tłum nadciągający od strony mostu Al Khurr. Następnie dzielnice Al Rusafa i Abu Sifjan ogarnęła przemoc, włącznie z mordami, gwałtami, podpaleniami i grabieżą, co trwało do godz. 22. Pogrom wznowił się następnego dnia, gdy iraccy policjanci dołączyli do napastników atakujących żydowską wspólnotę. Sklepy żydowskie zostały spalone, a synagogę zniszczono. Jednocześnie poszczególni Arabowie chronili uciekających Żydów, zaś muzułmańscy lekarze nieśli pomoc poszkodowanym.
Według prof. Cwi Jehudy, pogrom wywołały podburzające mowy w meczecie Jami-Al-Gaylani. Prof. Jehuda, powołując się na zeznania świadków, uważa, że przemoc została zaplanowana.
Dopiero po południu 2 czerwca siły brytyjskie zdusiły zamieszki, narzucając godzinę policyjną o godz. 17 i otwierając ogień do łamiących zarządzenie. Według śledztwa dziennikarza Tony’ego Rocca z „London Sunday Times” opóźnienie to należy przypisać prywatnej decyzji ówczesnego ambasadora brytyjskiego Kihanana Cornwallis’a, który nie wykonał otrzymanych z Londynu rozkazów i zezwolił Arabom na masakrę. Według innych zeznań Brytyjczycy opóźnili swoje wejście do Bagdadu o 48 godzin, gdyż zamierzali pozwolić na przelanie się fali nastrojów ulicy, jak również byli zainteresowani utrzymaniem napięcia pomiędzy Żydami a Arabami.

## Ofiary
Dokładna liczba ofiar nie jest znana. Według jednego ze źródeł około 180 osób zamordowano, około 240 raniono, 586 żydowskich miejsc pracy zostało splądrowanych, a 99 domy zniszczone. Inne źródło podaje liczbę 200 zabitych, 2000 rannych i 900 żydowskich domostw oraz setki sklepów splądrowanych i zniszczonych. Bernard Lewis, podając „oficjalną” statystykę 600 zamordowanych i 240 zranionych, dodawał, że nieoficjalne szacunki są o wiele wyższe. Z kolei Muzeum Dziedzictwa Babilońskiego w Izraelu podaje, że oprócz 180 ofiar, około 600 niezidentyfikowanych ciał ofiar pochowano w masowym grobie. Według Zvi Zameret zabito zaś 180 Żydów, a raniono 700.

## Następstwa pogromu
Z ramienia nowego, pro-brytyjskiego rządu ośmiu napastników, włączając w to oficerów armii i policji, skazano na śmierć.
Pogrom w Bagdadzie był początkiem końca obecności diaspory żydowskiej w Iraku. Społeczność ta stała się ofiarą przemocy, wypędzeń, bojkotów i konfiskat. W 1951 większość irackich Żydów opuściła kraj.